# Jaime de Copons y de Falcó
Jaime de Copons y de Falcó (siglo XVII, Barcelona - c. 1718, Barcelona) conde de San Martín. Aristócrata español partidario de la Casa de Austria durante la Guerra de Sucesión Española. En 1713 fue junto a Rafael Casanova uno de los principales dirigentes de la Campaña de Cataluña (1713-1714). 
Partidario del archiduque Carlos de Austria, participó en las Cortes de Cataluña de 1705. En 1713 fue nombrado por los Tres Comunes de Cataluña para aconsejarles ante el Tratado de Utrecht y la evacuación de Cataluña por las tropas austríacas. Participó en la Junta General de Brazos de ese año siendo partidario de continuar la guerra contra Felipe V pero no sin antes intentar una negociación para salvar las Constituciones de Cataluña. Declarada la guerra fue miembro de la Junta de los 36 hasta que esta se disolvió en diciembre de 1713. En febrero de 1714 fue nombrado miembro de la Junta de los 24 asignándosele encargo en la Junta de Provisiones. Tras el fin de la rebelión continuó viviendo en Barcelona junto a Rafael Casanova y sus adláteres aunque sus bienes le fueron embargados.